# داگلاس (فیلم)
داگلاس (انگلیسی: Douglas) یک فیلم نروژی است که در سال ۱۹۷۰ منتشر شد.